# セガ3D復刻プロジェクト
『セガ3D復刻プロジェクト』（セガスリーディーふっこくプロジェクト）は、セガ（旧セガゲームス）が2012年から2017年にかけて展開していた、往年のセガのアーケードゲーム・家庭用ゲームソフトをニンテンドー3DS（3DS）専用ソフトとして移植するプロジェクト。有限会社M2がセガの協力のもと、移植作業を行っていた。

## 概要
セガは元々3DSの過去作配信サービス・バーチャルコンソールでゲームギア（セガ・マスターシステム）用ソフトを配信していたが、3DSのバーチャルコンソールは基本的にエミュレータープログラムを用いてゲームを仮想的に動かす仕様のため、アーケードゲームは3DSの性能で再現できる基板スペックの作品が移植された。
シリーズプロデューサーを務める奥成洋輔が、2010年のE3に参考出品されていた3Dクラシックス ゼビウスにインスパイヤされたことから、当時「SEGA オブ アメリカ」の社長でダウンロードソフトなどのネットワーク関連事業を統括を勤め、後にセガゲームス代表取締役社長CEOに就任する里見治紀に話を持ちかけたことを発端に3D復刻プロジェクトを発足することとなったという。
多彩なレトロゲームファンのニーズに応えるためと、3DSに標準的に備わっている裸眼立体視機能を過去作に適用するという技術的な試みを実行するという名目のもと、オリジナル作のプログラムを3DSでネイティブに動く形に「移植」するプロジェクトが始動。2012年12月に第1弾『スペースハリアー 3D』が配信開始。以後、配信形態では2期に分け、16作をリリース（タイトル一覧は別記）、パッケージ形態用に10作（さらに特殊条件下でプレイ可能なスペシャル収録作が3タイトル）リリースされている（詳細は後述）。
移植スタッフには本プロジェクト以前、PlayStation 2で展開された過去作移植ソフトシリーズ・セガエイジス2500シリーズに携わっていた人物も多く、その際に好評を博した「完全移植」や「移植元作品をリスペクトしつつ、別の遊び方が出来る新要素」などが本プロジェクトでも積極的に採り入れられている（移植時に付け加えられた新要素などの詳細はタイトルリンク先を参照）。
2014年10月には「デジタルコンテンツEXPO2014」のシンポジウムに参加、12月には、「国際3D先進映像協会 グットプラクティス・アワード 2014 本賞」を受賞した。
当初、プロジェクトは2014年8月に配信開始された『3D サンダーブレード』および、後述する『～アーカイブス(1)』をもって「完了」とされていたが、日本でのリリース後に海外展開を開始する際、「かつて世界規模で評価を得たジェネシス（メガドライブ/MD）ソフトも追加リリースしたい」というオファーがあったため、「第2期の追加」という名目で開発・リリースが決定された。
2015年、このオファーを受けMDソフト移植作のリリースを開始、同年7月には『3D ソニック・ザ・ヘッジホッグ2』をリリースした。
また、シリーズ展開当初は、背景とキャラクターの階層を分けているスクロール面が少なく、3D立体視化に手間がかかるという理由から、セガ・マークIII作品の移植はしないつもりだったが、最終的には手作業で3D立体視化を行う形で、『ファンタジーゾーンII』といったマークIII作品もラインナップに加えられた。

### パッケージ形態
2014年12月18日、配信版でリリースされたソフトから選ばれた6タイトル+ボーナストラック的な2タイトルを収録したカップリング形式のパッケージソフト『セガ3D復刻アーカイブス』（以下『1』）がリリースされた。これは営業サイドから「配信されている事を知らないお客様へPRするため」とファンからの「パッケージという形態でコレクションしておきたい」というニーズがあった事を汲んでのものであった。
翌2015年12月23日にはカップリング形式のパッケージソフト第2集『セガ3D復刻アーカイブス2』（以下『2』）が発売。さらに『1』・『2』とセットでワンパックにした『セガ3D復刻アーカイブス1&2 ダブルパック』もリリースされた。本作よりパッケージのみの新規移植作が本格的に開発・収録されるようになる。
2016年12月22日にはパッケージソフト第3集『セガ3D復刻アーカイブス3 FINAL STAGE』（以下『3』）が発売。『1』・『2』とセットの『セガ3D復刻アーカイブス1・2・3 トリプルパック』も同時発売。
2022年12月21日をもって、『セガ3D復刻アーカイブス3 FINAL STAGE』ダウンロード版と『3D アフターバーナーII』の配信・販売が終了した。

## タイトル一覧
※ 備考の○印は、『セガ3D復刻アーカイブス』に収録された作品。●は『セガ3D復刻アーカイブス2』に収録された作品。△は『セガ3D復刻アーカイブス3 FINAL STAGE』に収録された作品。

### 第1期
| 配信開始日     | オリジナル プラットフォーム | タイトル                      | 備考                                                        |
| -------------- | --------------------------- | ----------------------------- | ----------------------------------------------------------- |
| 2012年12月26日 | アーケードゲーム（AC）      | 3D スペースハリアー           | ○                                                           |
| 2013年3月27日  | AC                          | 3D スーパーハングオン         | △                                                           |
| 2013年5月15日  | メガドライブ（MD）          | 3D ソニック・ザ・ヘッジホッグ | ● 「メガドライブ25周年」記念                                |
| 2013年5月29日  | MD                          | 3D 獣王記                     | ● メガドライブ版の移植。 （オリジナル版はアーケードゲーム） |
| 2013年6月26日  | MD                          | 3D エコー・ザ・ドルフィン     | ○                                                           |
| 2013年7月24日  | AC                          | 3D ギャラクシーフォースII     | ●                                                           |
| 2013年8月7日   | MD                          | 3D ザ・スーパー忍II           | ○                                                           |
| 2013年8月11日  | MD                          | 3D ベア・ナックル 怒りの鉄拳  | ○                                                           |

### 第2期
| 配信開始日     | オリジナル プラットフォーム  | タイトル                                       | 備考 |
| -------------- | ---------------------------- | ---------------------------------------------- | --- |
| 2013年12月18日 | AC                           | 3D アフターバーナーII                          | △ 2022年12月21日配信・販売終了 |
| 2014年3月19日  | AC                           | 3D ファンタジーゾーン オパオパブラザーズ       | ○ |
| 2014年4月23日  | AC                           | 3D アウトラン                                  | ○ |
| 2014年7月16日  | マークIII / マスターシステム | 3D ファンタジーゾーンIIダブル                  | ● PS2版『ファンタジーゾーン コンプリートコレクション』に収録されていた SYSTEM16風リメイク版およびスピンアウト版『リンク・ループ・ランド』の カップリング作品 |
| 2014年8月20日  | AC                           | 3D サンダーブレード                            | ● |
| 2015年4月28日  | MD                           | 3D ベア・ナックルII 死闘への鎮魂歌(レクイエム) | △ |
| 2015年6月24日  | MD                           | 3D ガンスターヒーローズ                        | △ |
| 2015年7月22日  | MD                           | 3D ソニック・ザ・ヘッジホッグ2                 | △ |

### パッケージ作品の追加作品

#### セガ3D復刻アーカイブス
『セガ3D復刻アーカイブス』には下記2タイトル（いずれもマークIII/マスターシステム用ソフト）がボーナス収録されている。
- スペースハリアー3D
- アウトラン3D

#### セガ3D復刻アーカイブス2
『セガ3D復刻アーカイブス2』には下記5タイトルがボーナス収録される。
- アーケード版の移植
  - パワードリフト
  - ぷよぷよ通
- マークIII/マスターシステム版の移植
  - ファンタジーゾーンII（オリジナル版）
  - メイズウォーカー
  - ファンタジーゾーン（マークIII版）
    - 前作『セガ3D復刻アーカイブス』のプレイ履歴を読み取るとロックが解除され遊べるようになる[10]。

#### セガ3D復刻アーカイブス3
『セガ3D復刻アーカイブス3 FINAL STAGE』には下記4タイトルが新規収録される。
- アーケード版の移植
  - ターボアウトラン
  - エイリアンシンドローム
- メガドライブ版の移植
  - コラムス
  - サンダーフォースIII
    - 『サンダーフォースIII』は元々「テクノソフト」社のゲームだったが、2016年9月にセガがテクノソフトの全ゲーム版権を取得、クレジット表記も「©SEGA」となっている。

これに加え、セガ・SG1000用2作品がシークレットボーナス収録される。
- チャンピオンボクシング
  - 初作『セガ3D復刻アーカイブス』のプレイ履歴を読み取るとロックが解除され遊べるようになる。
- ガールズガーデン
  - 第2作『セガ3D復刻アーカイブス2』のプレイ履歴を読み取るとロックが解除され遊べるようになる。